# Xã Gillis Bluff, Quận Butler, Missouri
Xã Gillis Bluff (tiếng Anh: Gillis Bluff Township) là một xã thuộc quận Butler, tiểu bang Missouri, Hoa Kỳ. Năm 2010, dân số của xã này là 683 người.